# Gloria (Kartoffel)
Gloria ist eine 1972 in Deutschland zugelassene Kartoffelsorte. 
Sie ist sehr früh reif und sollte vorgekeimt werden. Gloria ist vorwiegend festkochend. Durch den nur mittleren Knollenansatz sollte der Pflanzenbestand rund 46.000 Pflanzen je Hektar umfassen. Der Gesamtsollwert  an Stickstoff sollte rund 160 kg inklusive Nmin betragen. Sie weist Resistenzen nur gegen den Pathotyp Ro1 der Goldnematode auf.  Die Beschädigungsgefahr beim Roden ist gering.
Unter anderem gingen die Sorten Felsina und Frieslander als Züchtung aus ihr hervor.